# Hypsopanchax
Hypsopanchax é um género de peixe da família Poeciliidae nativo da África.
Este gênero contém as seguintes espécies:
- Hypsopanchax catenatus Radda, 1981 (Chain lampeye)
- Hypsopanchax deprimozi (Pellegrin, 1928)
- Hypsopanchax jobaerti Poll & J. G. Lambert, 1965
- Hypsopanchax jubbi Poll & J. G. Lambert, 1965 (Southern deepbody)
- Hypsopanchax platysternus (Nichols & Griscom, 1917) (Zaire lampeye)
- Hypsopanchax zebra (Pellegrin, 1929) (Zebra lampeye)